# Паттісон (Техас)
Паттісон (англ. Pattison) — місто (англ. city) в США, в окрузі Воллер штату Техас. Населення — 547 осіб (2020).

## Географія
Паттісон розташований за координатами 29°49′9″ пн. ш. 95°58′34″ зх. д. / 29.81917° пн. ш. 95.97611° зх. д. (29.819040, -95.976009).  За даними Бюро перепису населення США в 2010 році місто мало площу 8,42 км², уся площа — суходіл.

## Демографія
Згідно з переписом 2010 року, у місті мешкали 472 особи в 186 домогосподарствах у складі 118 родин. Густота населення становила 56 осіб/км².  Було 205 помешкань (24/км²).
Расовий склад населення:
| - 79,9 % — білих - 4,9 % — чорних або афроамериканців - 0,4 % — корінних американців - 0,4 % — азіатів - 11,9 % — осіб інших рас |

До двох чи більше рас належало 2,5 %. Частка іспаномовних становила 29,0 % від усіх жителів.
За віковим діапазоном населення розподілялося таким чином: 19,3 % — особи молодші 18 років, 64,4 % — особи у віці 18—64 років, 16,3 % — особи у віці 65 років та старші. Медіана віку мешканця становила 47,3 року. На 100 осіб жіночої статі у місті припадало 88,0 чоловіків;  на 100 жінок у віці від 18 років та старших — 85,0 чоловіків також старших 18 років.
Середній дохід на одне домашнє господарство  становив 78 815 доларів США (медіана — 68 750), а середній дохід на одну сім'ю — 89 771 долар (медіана — 82 792). За межею бідності перебувало 4,8 % осіб, у тому числі 5,5 % дітей у віці до 18 років та 1,9 % осіб у віці 65 років та старших.
Цивільне працевлаштоване населення становило 294 особи. Основні галузі зайнятості: роздрібна торгівля — 20,7 %, освіта, охорона здоров'я та соціальна допомога — 15,6 %, будівництво — 15,3 %.